# Korechika Anami
Korechika Anami (阿南 惟幾; Taketa, 21 febbraio 1887 – Tokyo, 15 agosto 1945) è stato un generale giapponese della seconda guerra mondiale.

## Carriera politica
Nell'aprile del 1945 divenne Ministro della guerra del Giappone, ciò gli diede molto potere sia come membro del Gabinetto giapponese e sia nel Consiglio supremo per la direzione della guerra. Fu conosciuto come leader che detestava l'idea della resa, e spesso ordinava l'arresto di chi ne parlava. Oggi parlando di lui lo si ritiene "il vero esempio di un moderno samurai". Dopo molte sconfitte in battaglia e il bombardamento atomico di Hiroshima e Nagasaki da parte degli Stati Uniti gli altri leader incominciarono a considerare un nuovo approccio alla guerra; la resa fu una opzione. A ciò Anami vi si oppose e propose invece una battaglia su larga scala combattuta sulla terraferma giapponese con cui eludere la resa e permettere di rimediare qualche conquista.
Alla fine, le sue argomentazioni furono scardinate quando l'Imperatore Hirohito chiese e finì la guerra da solo. I sostenitori di Anami gli suggerirono di scegliere: o di votare contro la resa o dimettersi dal Gabinetto. Entrambe avrebbero fermato la firma della pace del Giappone. Invece egli ordinò ai suoi ufficiali di ricordare dopo, queste parole a suo cognato: "Come un soldato giapponese, io devo obbedire al mio Imperatore". Il 14 agosto 1945, egli firmò il documento di resa con il resto del Gabinetto, di lì si suicidò con il seppuku nella prima mattinata. Possiamo leggere nelle note del suo suicidio: "Io, con il mio suicidio, umilmente chiedo scusa all'imperatore per i miei gravi crimini". Gli storici sono divisi a quali crimini si riferisca. È possibile che si riferisca alla sua parte nel fallito attentato contro l'Imperatore Hirohito nelle ore che seguirono la decisione della resa del Giappone e la fine della seconda guerra mondiale.

## Carriera militare
- Dicembre 1906: Secondo tenente (fanteria)
- Novembre 1918: si laureò all'università militare di guerra
- Aprile 1919: fu assegnato allo stato maggiore dell'esercito
- Dicembre 1919: divenne membro dello stesso
- Febbraio 1922: Maggiore
- Agosto 1923: Ufficiale dell staff, corpo Sakhalin di spedizione dell'esercito
- Maggio 1925: Membro dello stato maggiore dell'esercito
- Agosto 1925: Tenente Colonnello
- Agosto 1927: ufficiale di giornata in Francia
- Dicembre 1927: assegnato al 45º reggimento fanteria
- Agosto 1928: Comandante dell'unità d'addestramento nello stesso
- Agosto 1929: Aiutante di campo dell'imperatore
- Agosto 1930: Colonnello
- Agosto 1933:Comandante di reggimento, 2°guardia di reggimento, guardia imperiale del Giappone
- Agosto 1934: Sovrintendente, scuola militare preparatoria di Tokyo
- Marzo 1935: Generale di Brigata
- Agosto 1936: Capo dell'ufficio amministrativo, del ministero della guerra
- Marzo 1937: Capo dell'ufficio del personale nello stesso
- Marzo 1938: Generale di Divisione
- Novembre 1938: Comandante della 109ª divisione (Cina)
- Ottobre 1939: Vice-ministro della guerra
- Aprile 1941: Comandante della 11ª armata (Cina centrale)
- Luglio 1942: Comandante d'armata nella seconda area (Manciuria)
- Maggio 1943: Generale d'Armata
- Novembre 1943: Nel teatro sud, dove diresse le operazioni nell'ovest della Nuova Guinea e nell'area di Halmahera
- Dicembre 1944: Ispettore generale dell'esercito (Aviazione), contemporaneamente capo del dipartimento aeronautico dell'esercito
- Aprile 1945: Ministro della guerra